# Гранд Леџ (Мичиген)
Гранд Леџ (Мичиген) (енгл. Grand Ledge) град је у америчкој савезној држави Мичиген. По попису становништва из 2010. у њему је живело 7.786 становника.

## Демографија
Према попису становништва из 2010. у граду је живело 7.786 становника, што је 27 (0,3%) становника мање него 2000. године.
| Група             | 2000.         | 2010.         |
| Белци             | 7.420 (95,0%) | 7.118 (91,4%) |
| Афроамериканци    | 34 (0,4%)     | 68 (0,9%)     |
| Азијати           | 45 (0,6%)     | 59 (0,8%)     |
| Хиспаноамериканци | 204 (2,6%)    | 358 (4,6%)    |
| Укупно            | 7.813         | 7.786         |